# نزویستیتسه
نزویستیتسه (به چکی: Nezvěstice) یک منطقهٔ مسکونی در جمهوری چک است که در ناحیه پلزن-سیتی واقع شده‌است. نزویستیتسه ۶٫۴۳ کیلومتر مربع مساحت و ۱٬۴۴۷ نفر جمعیت دارد و ۳۷۵ متر بالاتر از سطح دریا واقع شده‌است.